# Emine Bozkurt
Pour les articles homonymes, voir Bozkurt.
Emine Bozkurt (née le 9 août 1967 à Zaandam) est une femme politique néerlandaise, membre du Parti travailliste.

## Biographie
Elle est députée européenne néerlandaise de 2004 à 2014. Elle a fait partie du groupe de l'Alliance progressiste des socialistes et démocrates au Parlement européen. Elle a été membre de la commission des libertés civiles, de la justice et des affaires intérieures, de la commission des droits de la femme et de l'égalité des genres, de la conférence des présidents de délégation et présidente de la délégation pour les relations avec les pays d'Amérique centrale.